# Verordnung (EG) Nr. 440/2008
Die Europäische Verordnung (EG) Nr. 440/2008 legt Prüfverfahren gemäß der Verordnung (EG) Nr. 1907/2006  für REACH fest. Diese Verordnung wurde durch die Verordnungen (EG) Nr. 761/2009, (EU) Nr. 1152/2010, (EG) Nr. 640/2012, (EU) Nr. 260/2014, (EU) Nr. 900/2014, (EU) Nr. 2016/266,  (EU) Nr. 2017/735 sowie (EU) Nr. 2019/1390 geändert und damit an den technischen Fortschritt angepasst.
Im Anhang der Verordnung werden die Messverfahren und Methoden beschrieben. Der Teil A enthält die möglichen Testverfahren, Referenzsubstanzen und die Qualitätskriterien für physikalisch-chemische Eigenschaften. Der Teil B umfasst Tests zur Messung der Auswirkung auf die Gesundheit (Humantoxikologie), der Teil C befasst sich mit den Messmethoden zur Ökotoxikologie.

## Anhang

### Teil A: Methoden zur Bestimmung der physikalisch-chemischen Eigenschaften
| Nummer | Methode |
| ------ | --- |
| A.1    | Schmelz-/Gefriertemperatur                                                                                                |
| A.2    | Siedetemperatur |
| A.3    | Relative Dichte |
| A.4    | Dampfdruck |
| A.5    | Oberflächenspannung |
| A.6    | Wasserlöslichkeit |
| A.8    | Verteilungskoeffizient |
| A.23   | Verteilungskoeffizient (1-Octanol/Wasser): Methode zur Prüfung unter langsamem Rühren                                     |
| A.24   | Verteilungskoeffizient (1-Octanol/Wasser): Hochleistungs-Flüssigkeitschromatographie (HPLC-Methode)                       |
| A.9    | Flammpunkt |
| A.10   | Entzündlichkeit (feste Stoffe)                                                                                            |
| A.11   | Entzündlichkeit (Gase) |
| A.12   | Entzündlichkeit (Berührung mit Wasser)                                                                                    |
| A.13   | Pyrophore Eigenschaften von festen und flüssigen Stoffen                                                                  |
| A.14   | Explosionsgefahr |
| A.15   | Zündtemperatur (Flüssigkeiten und Gase)                                                                                   |
| A.16   | Relative Selbstentzündungstemperatur für Feststoffe                                                                       |
| A.17   | Brandfördernde Eigenschaften (Feststoffe)                                                                                 |
| A.21   | Brandfördernde Eigenschaften (flüssige Stoffe)                                                                            |
| A.18   | Polymere: Zahlengemittelte Molasse und Molmassenverteilung                                                                |
| A.19   | Polymere: niedermolekularer Anteil                                                                                        |
| A.20   | Polymere: Lösungs-/Extraktionsverhalten in Wasser                                                                         |
| A.22   | Geometrischer Durchmesser (längengewichteter, mittlerer) von Fasern                                                       |
| A.25   | Dissoziationskonstanten in Wasser (Titrationsverfahren ‒ spektrophotometrisches Verfahren ‒ konduktometrisches Verfahren) |

### Teil B: Methoden zur Bestimmung der Toxizität und sonstiger Auswirkungen auf die Gesundheit
| Nummer   | Methode |
| -------- | --- |
| B.1 bis  | Akute Toxizität (oral) ‒ Fest-Dosis-Methode |
| B.1 tris | Akute Toxizität (oral) ‒ akut-toxische Klassenmethode |
| B.2      | Akute Toxizität (Inhalation) |
| B.52     | Akute Toxizität (Inhalation) ‒ akut-toxische Klassenmethode |
| B.3      | Akute Toxizität (dermal) |
| B.4      | Akute Hautreizung/-verätzung |
| B.5      | Akute Augenreizung/-verätzung |
| B.7      | Subakute Toxizität: 28-Tage-Toxizitätsstudie mit wiederholter oraler Verabreichung an Nagetieren |
| B.8      | Subakute Toxizität: Prüfung auf subakute Toxizität nach Inhalation ‒ 28-Tage-Test |
| B.9      | Subakute Toxizität: Toxizität nach 28-tägiger Gabe (dermal) |
| B.26     | Prüfung auf sub-chronische orale Toxizität ‒ 90-Tage-Toxizitätsstudie bei wiederholter oraler Verabreichung an Nagetieren |
| B.27     | Prüfung auf sub-chronische orale Toxizität ‒ 90-Tage-Toxizitätsstudie bei wiederholter oraler Verabreichung an Nicht-Nagetieren |
| B.28     | Prüfung auf sub-chronische Toxizität nach dermaler Applikation ‒ 90-Tage-Test mit Nagern |
| B.29     | Prüfung auf sub-chronische Toxizität nach Inhalation ‒ 90-Tage-Test |
| B.30     | Chronische Toxizität: Prüfungen auf chronische Toxizität |
| B.33     | Chronische Toxizität: kombinierte Studien zur Prüfung auf chronische Toxizität und Kanzerogenität |
| B.6      | Hautsensibilisierung: Sensibilisierung der Haut |
| B.42     | Hautsensibilisierung: lokaler Lymphknotentest |
| B.50     | Hautsensibilisierung: lokaler Lymphknotentest: DA |
| B.51     | Hautsensibilisierung: lokaler Lymphknotentest: BrdU-ELISA |
| B.59     | Hautsensibilisierung: in-chemico-Hautsensibilisierung: Direkt-Peptidreaktivitätstest (DPRA) |
| B.60     | Hautsensibilisierung: in-vitro-Hautsensibilisierung: ARE-Nrf2-Luciferase-Prüfmethode |
| B.71     | Hautsensibilisierung: in-vitro-Tests in Bezug auf den Schlüsselvorgang der Aktivierung von dendritischen Zellen auf dem Adverse Outcome Pathway (AOP) |
| B.10     | Mutagenität: in-vitro-Test auf Chromosomenaberrationen in Säugetierzellen |
| B.11     | Mutagenität: Test auf Chromosomenaberrationen in Knochenmarkzellen von Säugetieren |
| B.12     | Mutagenität: Erythrozyten-Mikrokerntest bei Säugern |
| B.13/14  | Mutagenität: Rückmutationstest unter Verwendung von Bakterien |
| B.58     | Mutagenität: Genmutations-Assay an somatischen Zellen und Keimzellen transgener Nagetiere |
| B.17     | Mutagenität: in-vitro-Genmutationsprüfung an Säugetierzellen anhand des hprt- und des xprt-gens |
| B.67     | Mutagenität: in-vitro-Genmutationsprüfung an Säugetierzellen anhand des Thymidinkinase-Gens |
| B.21     | Zelltransformation: in-vitro-Zelltransformationstest |
| B.49     | Zelltransformation: in-vitro-Mikronukleustest an Säugetierzellen |
| B.22     | Dominant-Letal-Prüfung an Nagern |
| B.23     | Spermatogenesen-Prüfung auf Chromosomenaberrationen bei Säugetieren |
| B.25     | In-vivo-Säuger-Translokationstest |
| B.31     | Studie zur Prüfung auf pränatale Entwicklungstoxizität |
| B.32     | Prüfungen auf Kanzerogenität |
| B.33     | Kombinierte Studien zur Prüfung auf chronische Toxizität und Kanzerogenität |
| B.34     | Reproduktionstoxizität: Prüfung während einer Generation |
| B.35     | Reproduktionstoxizität: Zweigenerationenstudie zur Prüfung |
| B.56     | Reproduktionstoxizität: erweiterte Ein-Generationen-Prüfung |
| B.62     | Reproduktionstoxizität: alkalischer in-vivo-Comet-Assay an Säugetierzellen |
| B.63     | Reproduktionstoxizität: Screening-Prüfung zur Bewertung der Reproduktions-/Entwicklungstoxizität |
| B.64     | Reproduktionstoxizität: kombinierte Screening-Prüfung mit wiederholter Verabreichung zur Bewertung der Reproduktions-/Entwicklungstoxizität |
| B.36     | Toxikokinetik |
| B.37     | Neurotoxizität: Verzögerte Neurotoxizität phosphororganischer Substanzen nach akuter Exposition |
| B.38     | Neurotoxizität: verzögerte Neurotoxizität phosphororganischer Substanzen bei wiederholter Gabe über 28 Tage |
| B.43     | Neurotoxizität: Prüfung auf Neurotoxizität bei Nagetieren |
| B.53     | Neurotoxizität: Prüfung auf Entwicklungsneurotoxizität |
| B.39     | In-vivo-Test zur unplanmäßigen DNA-Synthese (UDS) in Säugetierleberzellen |
| B.40     | Hautverätzung in-vitro ‒ TER-Prüfmethode |
| B.40 bis | Hautverätzung in-vitro-Prüfmethode mit rekonstruierter humaner Epidermis (RhE) |
| B.65     | Hautverätzung: in-vitro-Prüfmethode zur Untersuchung der Membran-Barriere |
| B.41     | Fototoxizität: in-vitro-3t3-NRU-Test |
| B.44     | Hautresorption: in-vivo-Methode |
| B.45     | Hautresorption: in-vitro-Methode |
| B.46     | Hautreizung: in-vitro-Prüfmethode mit rekonstruierter humaner Epidermis |
| B.47     | Augenreizung/-schäden: Trübungs- und Durchlässigkeitstest an der Rinderhornhaut zwecks Identifizierung von i) Chemikalien, die schwere Augenschäden verursachen, und ii) Chemikalien, die keine Einstufung als augenreizend oder schwer augenschädigend erfordern   |
| B.48     | Augenreizung/-schäden: Test am isolierten Hühnerauge zur Identifizierung von i) Chemikalien, die schwere Augenschäden verursachen, und ii) Chemikalien, die keine Einstufung als augenreizend oder schwer augenschädigend erfordern                                 |
| B.61     | Augenreizung/-schäden: Fluoreszein-Leckage-Prüfmethode zur Identifizierung von Stoffen mit augenverätzender und stark augenreizender Wirkung |
| B.68     | Augenreizung/-schäden: in-vitro-Prüfmethode mit Kurzzeitexposition zur Ermittlung von i) Chemikalien, die schwere Augenschäden verursachen, und ii) Chemikalien, die keine Einstufung als augenreizend oder schwer augenschädigend erfordern                        |
| B.69     | Augenreizung/-schäden: Prüfmethode unter Verwendung von rekonstruiertem menschlichem hornhautartigem Epithel (RhCE) zur Ermittlung von Chemikalien, bei denen eine Einstufung und Kennzeichnung als augenreizend oder schwer augenschädigend nicht erforderlich ist |
| B.54     | Uterotropher Biomasse mit Nagern: Kurzzeit-Screening-Test auf östrogene Eigenschaften |
| B.55     | Hershberger-Bioassay mit Ratten: Kurzzeit-Screening-Test auf (anti-)androgene Eigenschaften |
| B.57     | H295R-Steroidgenese-Assay |
| B.66     | STTA-in-vitro-Assays zum Nachweis von Östrogenrezeptor-Agonisten und -Antagonisten |
| B.70     | In-vitro-Assays mit einem humanen rekombinanten Östrogenrezeptor (hrER) zur Ermittlung von Chemikalien mit ER-Bindungsaffinität |

### Teil C: Methoden zur Bestimmung der Ökotoxizität
| Nummer | Methode |
| ------ | --- |
| C.1    | Toxizität, akute für Fische |
| C.8    | Toxizität für Regenwürmer |
| C.15   | Toxizitätsprüfung, kurzfristige ‒ an Embryonen und Jungfischen mit Dottersack |
| C.16   | Toxizitätsprüfung, akute orale ‒ Honigbienen |
| C.17   | Toxizitätsprüfung, akute Kontakttoxizitätsprüfung ‒ Honigbienen |
| C.27   | Toxizitätstest in Sediment-Wasser-Systemen mit gespiktem Sediment ‒ Chironomiden |
| C.28   | Toxizitätstest in Sediment-Wasser-Systemen mit gespiktem Wasser ‒ Chironomiden |
| C.40   | Toxizitätstests (Lebenszyklus) in Sediment-Wasser-Systemen mit dotiertem Sediment ‒ Chironomiden |
| C.47   | Toxizitätsprüfung an Fischen im frühen Entwicklungsstadium |
| C.49   | Toxizität, akute – Prüfung an Fischembryonen (fet) |
| C.50   | Toxizitätstest, sedimentfrei – Myriophyllum spicatum |
| C.51   | Toxizitätstest im Wassersediment – Myriophyllum spicatum |
| C.35   | Toxizitätsstudie mit dotiertem Sediment an Lumbriculus |
| C.3    | Wachstumsinhibitionstest: Süßwasseralgen und Cyanobakterien |
| C.14   | Wachstumstest an Jungfischen |
| C.26   | Wachstumsinhibitionstest ‒ Lemna sp. |
| C.31   | Wachstumstest bei Landpflanzen: Untersuchung von Auflauf und Wachstum von Keimlingen |
| C.53   | Wachstum von Amphibien: The Larval Amphibian Growth and Development Assay (LAGDA) |
| C.34   | Bestimmung der Hemmung anaerober Bakterien ‒ Reduktion der Gasproduktion von anaerobem Faulschlamm |
| C.2    | Daphnia-sp.-Test auf akute Schwimmunfähigkeit |
| C.4    | Biologische Abbauarbeit ‒ Bestimmung der „leichten“ biologischen Abbauarbeit (DOC-Die-Away-Test, modifizierter OECD-Screening-Test, CO2-Entwicklungstest, manometrischer Respirationstest, geschlossener Flaschentest, MITI-Test) |
| C.9    | Biologische Abbauarbeit ‒ Zahn-Wellens-Test |
| C.12   | Biologische Abbauarbeit ‒ modifizierter SCAS-Test |
| C.29   | Biologische Abbauarbeit, leichte ‒ Bestimmung von CO2 in geschlossenen Flaschen (Headspace-Test) |
| C.42   | Biologische Abbauarbeit in Meerwasser |
| C.43   | Biologische Abbauarbeit (anaerobe) organischer Stoffe in Faulschlamm: Bestimmung durch Messung der Gasproduktion |
| C.25   | Biologische Abbauarbeit (aerobe Mineralisation in Oberflächenwasser) ‒ Simulationstest |
| C.5    | Abbauarbeit ‒ biochemischer Sauerstoffbedarf |
| C.6    | Abbauarbeit ‒ chemischer Sauerstoffbedarf |
| C.7    | Abbauarbeit ‒ abiotischer Abbau: Hydrolyse in Abhängigkeit vom pH-Wert |
| C.10   | Simulation der aeroben Abwasserbehandlung: a) Belebtschlamm c) Biofilme |
| C.11   | Belebtschlamm, Prüfung der Atmungshemmung (Kohlenstoff- und Ammoniumoxidation) |
| C.18   | Adsorption/Desorption nach einer Schüttelmethode |
| C.19   | Adsorptionskoeffizienten (Koc) im Boden und in Klärschlamm ‒ Schätzung mittels der Hochdruck-Flüssigchromatografie (HPLC) |
| C.13   | Bioakkumulationsprüfung am Fisch mit aquatischer Exposition und Exposition über das Futter |
| C.30   | Bioakkumulation in terrestrischen Oligochaeten |
| C.46   | Bioakkumulation in sedimentbewohnenden benthischen Oligochaeten |
| C.20   | Reproduktionstest: Daphnia magna |
| C.32   | Reproduktionstest: Enchytraeen |
| C.33   | Reproduktionstest mit Regenwürmern (Eisenia fetida/Eisenia andrei) |
| C.36   | Reproduktionstest mit Raubmilben (Hypoaspis (geolaelaps) aculeifer) in Bodenproben |
| C.39   | Reproduktionstest: Collembolen in Böden |
| C.48   | Reproduktionstest: Kurzzeit-Reproduktionstest an Fischen |
| C.52   | Reproduktionstest: Medaka erweiterte 1-Generationen (MEOGRT) |
| C.21   | Bodenmikroorganismen: Stickstofftransformationstest |
| C.22   | Bodenmikroorganismen: Kohlenstofftransformationstest |
| C.23   | Aerobe und anaerobe Transformation im Boden |
| C.24   | Aerobe und anaerobe Transformation in Wasser-Sediment-Systemen |
| C.37   | Endokrine Eigenschaften: 21-Tage Fisch-Screening-Assay: ein Kurzzeittest zur Bestimmung der östrogenen und androgenen Aktivität und der Aromatasehemmung                                                                          |
| C.38   | Endokrine Eigenschaften: Der Amphibien-Metamorphose-Assay (AMA) |
| C.41   | Endokrine Eigenschaften: Fish sexual development test (Test zur Geschlechtsentwicklung bei Fischen) |
| C.44   | Versickerung in Bodensäulen |
| C.45   | Abschätzung der Emissionen von mit Holzschutzmitteln behandeltem Holz in die Umwelt: Labormethode für unbeschichtete Holzprodukte, die mit Süßwasser oder mit Meerwasser in Berührung kommen                                      |